# Ardeshen
Ardeshen (en turco: Ardeşen; en laz: არტაშენი, romanizado: Artasheni; en armenio: Արտաշեն, romanizado: Artashen) es una ciudad turca situada en el distrito de Rize, región del Mar Negro.

## Toponimia
Se cree que el origen del nombre es armenio y proviene de Ard (campo) y -shen (pueblo). Otra posibilidad es que su origen sea laz ya que Artesheni que significaría en laz "por unas pocas luces".

## Geografía
Ardeshen se encuentra entre el mar y la montaña derivada de las Montañas Kaçkar, con 10 kilómetros de costa del Mar Negro. La ciudad se encuentra a 48 km de Rize.

### Clima
La ciudad tiene clima oceánico (Cfb en la escala Köppen). 
| Parámetros climáticos promedio de Ardeshen | Parámetros climáticos promedio de Ardeshen | Parámetros climáticos promedio de Ardeshen | Parámetros climáticos promedio de Ardeshen | Parámetros climáticos promedio de Ardeshen | Parámetros climáticos promedio de Ardeshen | Parámetros climáticos promedio de Ardeshen | Parámetros climáticos promedio de Ardeshen | Parámetros climáticos promedio de Ardeshen | Parámetros climáticos promedio de Ardeshen | Parámetros climáticos promedio de Ardeshen | Parámetros climáticos promedio de Ardeshen | Parámetros climáticos promedio de Ardeshen | Parámetros climáticos promedio de Ardeshen |
| Mes                                        | Ene.                                       | Feb.                                       | Mar.                                       | Abr.                                       | May.                                       | Jun.                                       | Jul.                                       | Ago.                                       | Sep.                                       | Oct.                                       | Nov.                                       | Dic.                                       | Anual                                      |
| ------------------------------------------ | ------------------------------------------ | ------------------------------------------ | ------------------------------------------ | ------------------------------------------ | ------------------------------------------ | ------------------------------------------ | ------------------------------------------ | ------------------------------------------ | ------------------------------------------ | ------------------------------------------ | ------------------------------------------ | ------------------------------------------ | ------------------------------------------ |
| Temp. media (°C)                           | 6.6                                        | 6.9                                        | 8.1                                        | 11.9                                       | 15.5                                       | 19.4                                       | 21.7                                       | 21.8                                       | 19.4                                       | 15.6                                       | 12.1                                       | 8.5                                        | 14.0                                       |
| Precipitación total (mm)                   | 194                                        | 142                                        | 118                                        | 85                                         | 79                                         | 140                                        | 121                                        | 156                                        | 200                                        | 249                                        | 217                                        | 224                                        | 1925                                       |
| Fuente: Climate-Data.org                   |                                            |                                            |                                            |                                            |                                            |                                            |                                            |                                            |                                            |                                            |                                            |                                            |                                            |

## Historia
El área fue parte de los reinos de Cólquida y Lázica, así como los imperios romano, bizantino, el reino de Georgia y más tarde el Imperio de Trebisonda hasta su derrota en 1461 por el sultán otomano Mehmed II.  
El asentamiento de Ardeşen se mencionó por primera vez como Ardashen en un documento fechado en 1846. Según la iglesia ortodoxa de Georgia, uno de los centros episcopales de Lazistán estaba ubicado en Ardashen. La ciudad fue gobernada por los rusos entre 1916 y 1918. Ardeshen, que anteriormente era parte del distrito de Pazar, se convirtió en distrito el 1 de marzo de 1953. 

## Demografía
La evolución demográfica de Ardeshen entre 1886 y 2011 fue la siguiente:
| 4035                     | 4558 | 5488 | 6550 | 7980 | 9582 | 13 403 | 17 340 | 45 392 | 26 762 | 26 836 | 27 463 | 30 577 |
| (Fuente: Turkish census) |      |      |      |      |      |        |        |        |        |        |        |        |

Según el censo de 2019, Ardeshen y su zona rural son el tercer distrito más poblado del distrito de Rize. En cuanto a la composición étnica, el grupo mayoritario en Ardeshen son los laz (un subgrupo dentro de los georgianos), aunque también se debe mencionar a los hamshenis (un subgrupo dentro de los armenios).

## Economía
En la zona de Ardeshen hay mucha lluvia, pero poca tierra lo suficientemente plana para plantar cualquier cosa excepto té, y la vida es dura en estas tierras altas húmedas. Las aldeas de las tierras altas son remotas y llegar a ellas con carreteras, cables y otras infraestructuras es un gran desafío. Antes de que comenzara la plantación de té, sucesivas generaciones emigraban del área para trabajar en las ciudades más grandes de Turquía o en el extranjero. La primera fábrica de procesamiento de té se abrió en 1947, pero sólo el 10% de la tierra se utiliza para el cultivo de té.
Los ingresos del cultivo del té han traído mejores comodidades a Ardeshen, pero persiste el estilo de vida rural tradicional; muchas de las personas en el campo pertenecen a la etnia laz y las generaciones mayores en particular continúan hablando el idioma laz, aunque su vestimenta tradicional ha desaparecido con la prohibición del cultivo de cáñamo.

## Infraestructura

### Arquitectura y monumentos
Hay ejemplos de mezquitas, iglesias, puentes de arco y casas como artefactos históricos en Ardeshen. Además, la tumba de Suleiman Dede Efendi en el pueblo de Seslikaya es uno de los monumentos históricos importantes, aparte de las ruinas de la antigua iglesia georgiana de Ardeshen.

### Transporte
Por Ardeshen pasa la concurrida carretera costera que conduce a la frontera de Turquía con Georgia. 

## Cultura

### Gastronomía
La cocina es muy parecido al menú típico turco, pero hay muchas comidas especiales típicas de la región como minci/cökelek o muhlama. 

### Deporte
El equipo local de balonmano femenino Ardeshen GSK juega en la Superliga de balonmano femenino de Turquía.

## Galería

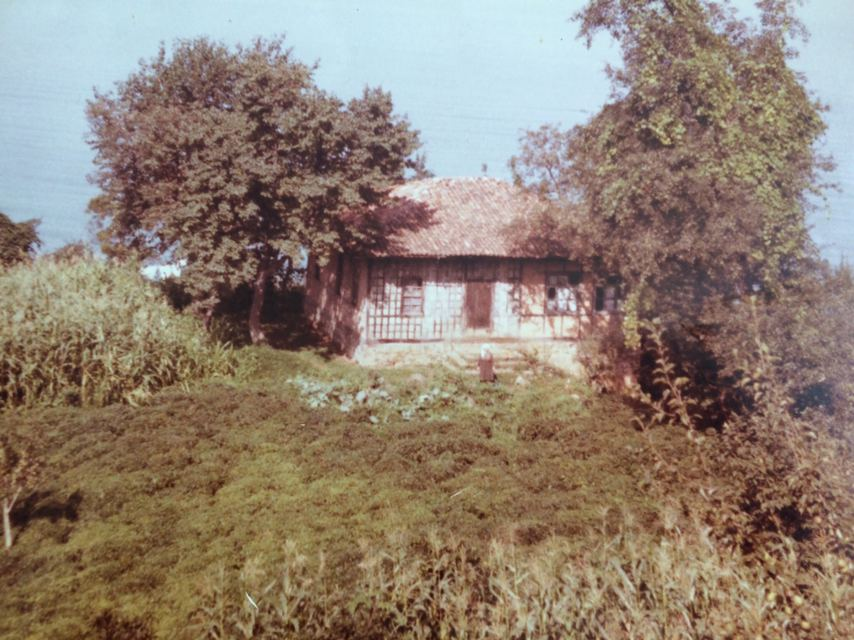
Casa típica laz
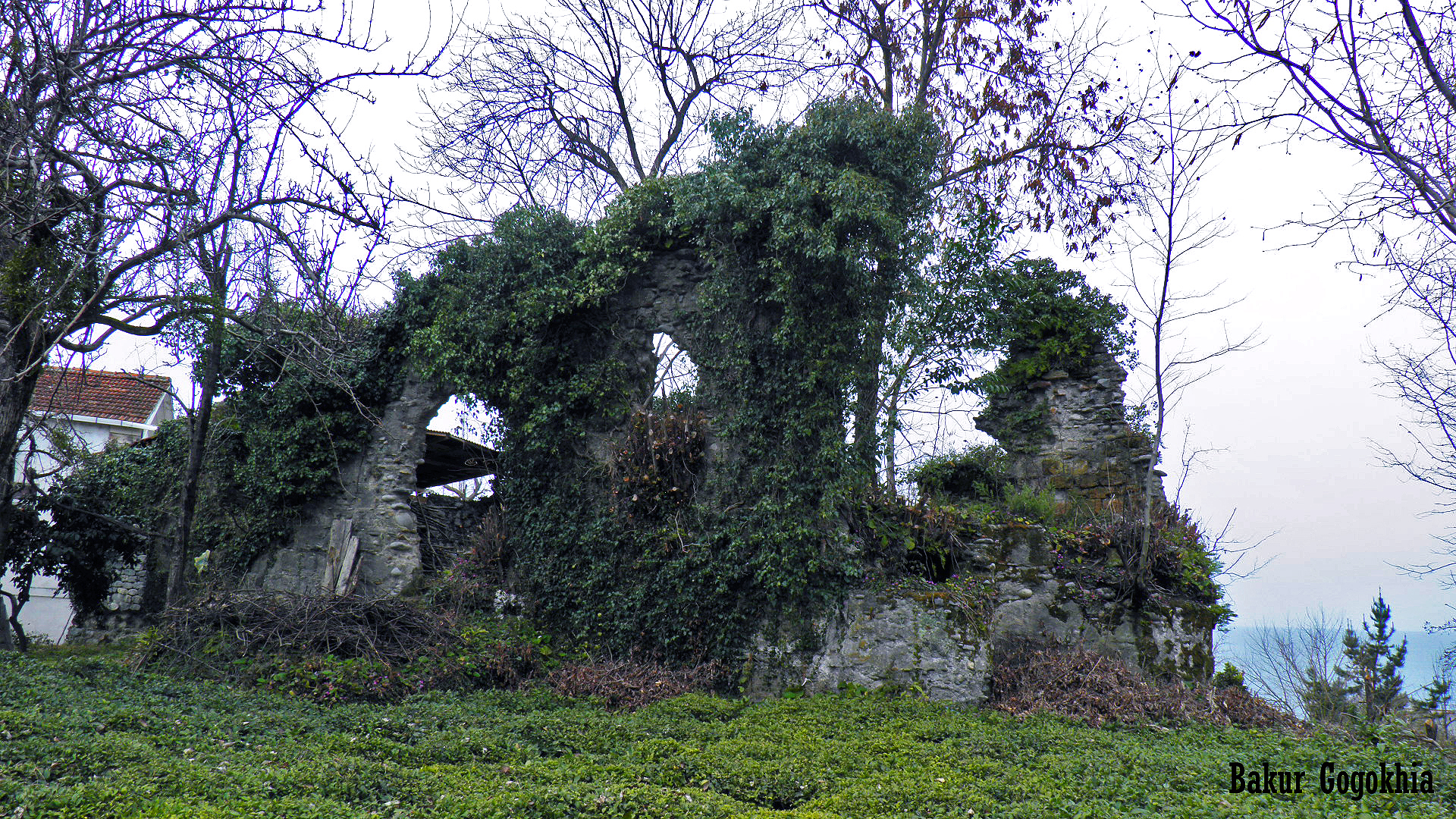
Ruinas de la Iglesia de Ardeshen
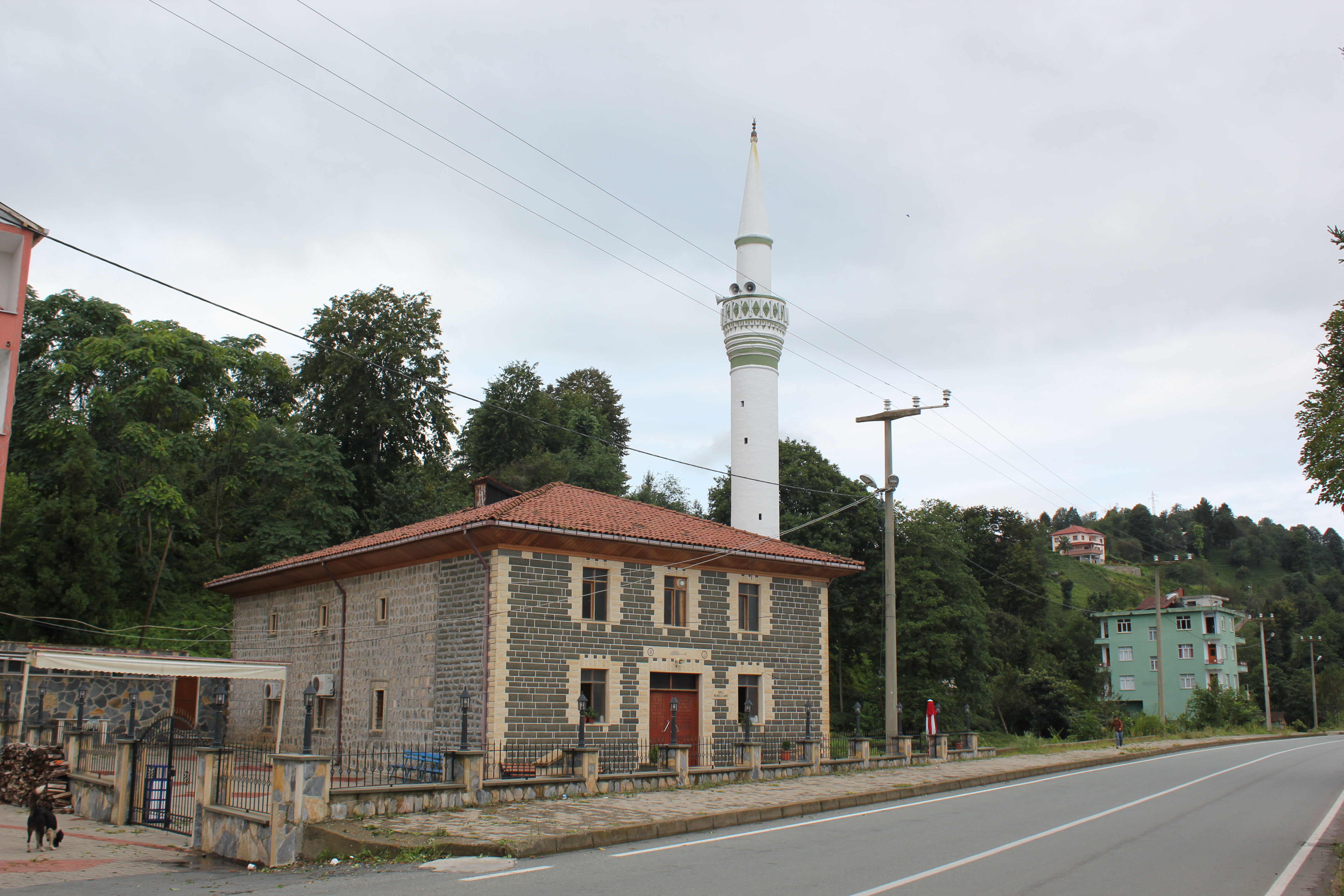
Mezquita de Ardeshen
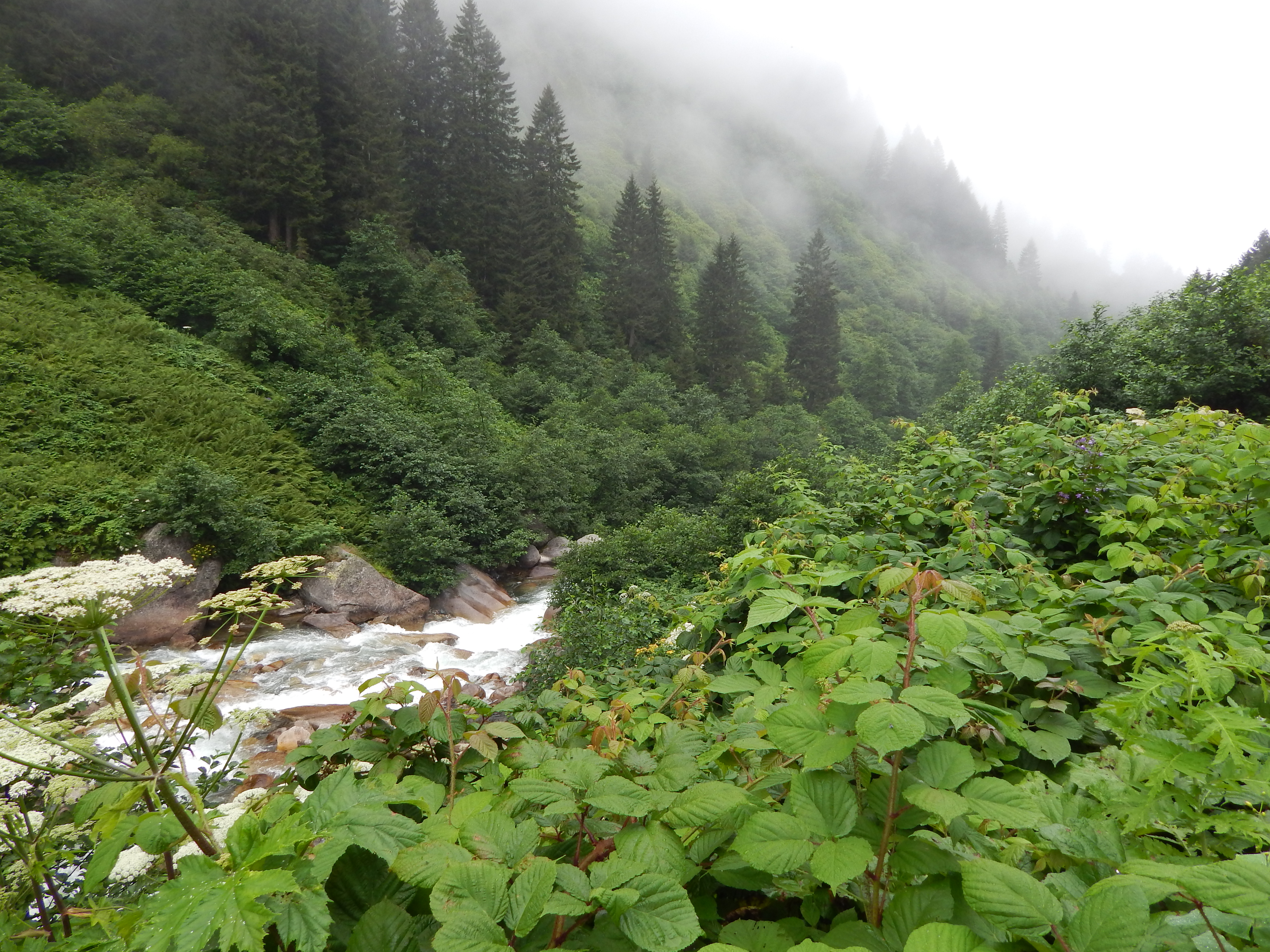
Entorno natural alrededor de Ardeshen